# 日本冠軍盃
冠軍盃（日语：チャンピオンズカップ）是日本中央競馬會（JRA）在中京競馬場所舉辦供3歲或以上馬匹競逐的國際一級賽（GI），途程為泥地1800米，是日本秋季國際賽事系列的其中一項重要賽事。
此賽在2013年前稱「日本盃泥地大賽（日语：ジャパンカップダート）」，主要在東京競馬場（2007年前）和阪神競馬場（2008年後）舉行。 2008年後，通常於十二月第一個週日舉行。

## 概述
自1970年代後半期以來，日本一直提倡「世界級的強馬」，並計劃舉辦邀請日本以外訓練的馬匹參與的國際賽事。經過多年預備，「日本盃」於1981年成立，是日本首項國際邀請賽。從1995年開始，中央競馬與地方競馬的交流急劇增加，因此跨越中央與地方的泥地賽事成為關注的焦點。 為使日本賽駒能在世界的泥地賽事中佔有一席之地，日本賽駒開始挑戰阿聯酋和美國的泥地賽事。在這種情況下，「與日本盃同時舉辦國際泥地賽事」的呼聲越來越高，終於日本首項泥地國際邀請賽「日本盃泥地大賽」於2000年在東京競馬場泥地2100米創辦。
在2007年前，「日本盃泥地大賽」通常在「日本盃」前一天舉行（2004年同日舉行），但由於此賽在與途程相近及泥地好手雲集的美國育馬者盃之後舉行。面對賽程過於緊湊等問題，從2008年起推遲此賽賽期，並將移至阪神競馬場的泥地1800米舉行。
2014年後打造此賽成為日本地位最高的泥地賽事，以日本訓練馬為核心，同時由國際邀請制改為國際賽事，JRA不再承擔外國遠征馬匹的相關費用。此賽移至左轉的中京競馬場泥地1800米舉行，並更名為「冠軍盃」。此外，由於「冠軍盃」繼承自「日本盃泥地大賽」，因此2014年舉辦的是第15屆賽事。
此賽允許最多8匹外國訓練馬參賽。從2008年起成為「日本秋季國際賽事系列」其中一項賽事，於「日本秋季國際賽事系列」最後一周舉行。在指定外國賽事的應屆冠軍於此賽跑獲指定名次可獲額外特別獎金。但是，外國訓練馬出賽的數量比首屆更少，甚至有幾年沒有外國訓練馬參賽。自成立到2013年，外國訓練馬在只於2003年勝出一屆，其餘均由日本訓練馬匹勝出。 
從2020年起，勝出此賽的馬匹將獲得該季在沙特阿拉伯舉辦的國際邀請賽 —（G1）的優先出賽權。

### 出賽條件
參賽資格：3歲或以上純種馬（最大出賽馬匹數量：16匹）
- JRA所屬馬
- 地方競馬所屬馬（僅限符合特定資格的馬匹）
- 外國訓練馬（最多8匹，優先出賽）

負磅：分齡讓磅（3歲56公斤，4歲57公斤，3歲南半球產馬受讓2公斤，雌馬受讓2公斤）
其他屬於JRA的馬匹將根據以下條件決定：
- 「總獎金」+「過去1年的獎金」+「過去2年的GI（JpnI）賽事獎金」，獎金金額較多的馬匹優先。

#### 優先出賽權
- 外國訓練馬
- 獲最高評分的5匹本地賽駒
- 於下表任何一項賽事中跑獲特定名次的JRA所屬馬或地方競馬所屬馬

| 賽事名稱   | 級別 | 馬場       | 途程       | 特定名次 |
| ---------- | ---- | ---------- | ---------- | -------- |
| 京城錦標   | GIII | 京都競馬場 | 泥地1800米 | 首名     |
| 武藏野錦標 | GIII | 東京競馬場 | 泥地1600米 | 首名     |

### 特別獎金
指定外國賽事的應屆冠軍於此賽跑獲指定名次可獲額外特別獎金。
| 主辦國・賽事名稱 | 級別 | 馬場         | 距離        |
| ---------------- | ---- | ------------ | ----------- |
| 沙地盃           | G1   | 安都拉茲馬場 | 泥地1800米  |
| 聖雅尼塔讓賽     | G1   | 聖雅尼塔馬場 | 泥地10化朗  |
| 杜拜世界盃       | G1   | 美丹馬場     | 泥地2000米  |
| 肯塔基打吡       | G1   | 邱吉爾園馬場 | 泥地10化朗  |
| 必利時錦標       | G1   | 賓利高馬場   | 泥地9.5化朗 |
| 大都會讓賽       | G1   | 貝蒙園馬場   | 泥地8化朗   |
| 貝蒙錦標         | G1   | 貝蒙園馬場   | 泥地12化朗  |
| 韋特尼讓賽       | G1   | 沙拉托加馬場 | 泥地9化朗   |
| 卓華斯錦標       | G1   | 沙拉托加馬場 | 泥地10化朗  |
| 太平洋經典賽     | G1   | 德爾馬馬場   | 泥地10化朗  |
| 活華錦標         | G1   | 貝蒙園馬場   | 泥地9化朗   |
| 美國賽馬會金盃   | G1   | 沙拉托加馬場 | 泥地10化朗  |
| 育馬者盃經典大賽 | G1   | 不定         | 泥地10化朗  |

| 冠軍     | 亞軍     | 季軍       |
| -------- | -------- | ---------- |
| 70萬美元 | 28萬美元 | 17.5萬美元 |

### 賽道選用
在中京競馬場的泥地賽道1800米舉行。
此賽從稍微靠近看台的直路的位置起步，逆時針旋轉一圈 。由於起步點是一個斜坡的中間，所以在起步後是一段上坡，斜度在終點柱前開始緩慢下降，從第二個彎道的中間一直延伸到對面直路的中間是一段上斜，直到通過第四個彎道前則是一道高低差達3.4米的下坡，當轉至最後直路時，又立即變回上坡，最後通過大約200米的直路方抵達終點。
美國的泥地佳駟在此賽不斷被擊敗，導致美國賽馬界認為角逐「日本盃泥地大賽」是不智的。除了日本馬的水平有所提昇外，根本問題是由於美國所有的馬場都是逆時針的，所以對於在順時針的阪神競馬場舉行賽事存在一些疑問。因此，從2014年起，改於同為逆時針的中京競馬場泥地1800米舉行。

## 歷史
- 2000年 - 創立供4歲（現在3歲）或以上的國際邀請賽「日本盃泥地大賽」，於東京競馬場泥地2100米舉行。
- 2001年 - 由於國際馬齡顯示標準的變化，參賽條件改為「3歲或以上」；同年，擴大允許最多8匹外國訓練馬參賽。
- 2008年 - 改在阪神競馬場泥地1800米舉行，成為「日本秋季國際賽事系列」其中一項賽事。
- 2014年 - 改為國際賽事及移至中京競馬場舉行，並更名為「冠軍盃」；建立引進賽制度，允許指定賽事的優勝馬優先出賽；同年以「日本中央競馬會60週年紀念」的副標題舉行。

## 賽事紀錄
- 最快完成時間：1分48.5秒（2019年/第20屆首名馬匹：Chrysoberyl）
- 最大勝出距離：7個馬位（2001年/第2屆首名馬匹：大洋船）
- 勝出最多次數騎師：武豐（共4次：2001年/第2屆大洋船、2004年/第5屆時間悖論、2005年/第6屆雷神精靈及2007/第8屆赤兔馬）
- 勝出最多次數練馬師：角居勝彥（共3次：2005年/第6屆雷神精靈、2008年/第9屆雷神精靈及2016年/第16屆森巴舞后）
- 勝出最多次馬主：金子真人控股（共3次：2001年/第2屆大洋船、2005年/第6屆雷神精靈及2008年/第9屆雷神精靈）
- 勝出最多次種馬：夏威夷王（共4次：2013年/第14屆巴比倫王、2014年/第15屆北港火山、2020年/第21屆中和魔匠及2022年/第23屆電閃驚雷）

## 歷屆冠軍
| 屆數   | 日期           | 馬場 | 距離   | 優勝馬          | 性別/年齢 | 代表國家/所屬 | 時間   | 騎師       | 練馬師     | 馬主                          |
| ------ | -------------- | ---- | ------ | --------------- | --------- | ------------- | ------ | ---------- | ---------- | ----------------------------- |
| 第1回  | 2000年11月25日 | 東京 | 2100m  | 飛箭            | 雄5       | 日本 (JRA)    | 2:07.2 | 岡部幸雄   | 南井克巳   | 池田實                        |
| 第2回  | 2001年11月24日 | 東京 | 2100m  | 大洋船          | 雄3       | 日本 (JRA)    | 2:05.9 | 武豊       | 松田國英   | 金子真人                      |
| 第3回  | 2002年11月23日 | 中山 | 1800m  | 飛鷹茶座        | 雄5       | 日本 (JRA)    | 1:52.2 | 戴圖理     | 小島太     | 西川清                        |
| 第4回  | 2003年11月29日 | 東京 | 2100m  | 船街舞者        | 閹5       | 美国          | 2:09.2 | 郭達       | 奧利       | Ty Wesley Leatherman          |
| 第5回  | 2004年11月28日 | 東京 | 2100m  | 時間悖論        | 雄6       | 日本 (JRA)    | 2:08.7 | 武豊       | 松田博資   | Shadai Race Horse Co Ltd      |
| 第6回  | 2005年11月26日 | 東京 | 2100m  | 雷神精靈        | 雄3       | 日本 (JRA)    | 2:08.0 | 武豊       | 角居勝彥   | Kaneko Makoto Holdings Co Ltd |
| 第7回  | 2006年11月25日 | 東京 | 2100m  | Alondite        | 雄3       | 日本 (JRA)    | 2:08.5 | 後藤浩輝   | 石坂正     | Carrot Farm Co Ltd            |
| 第8回  | 2007年11月24日 | 東京 | 2100m  | 赤兔馬          | 雄5       | 日本 (JRA)    | 2:06.7 | 武豊       | 石坂正     | Sunday Racing Co Ltd          |
| 第9回  | 2008年12月7日  | 阪神 | 1800m  | 雷神精靈        | 雄6       | 日本 (JRA)    | 1:49.2 | 李慕華     | 角居勝彦   | Kaneko Makoto Holdings Co Ltd |
| 第10回 | 2009年12月6日  | 阪神 | 1800m  | 希望之城        | 雄4       | 日本 (JRA)    | 1:49.9 | 佐藤哲三   | 安達昭夫   | Yushun Horse Club Co Ltd      |
| 第11回 | 2010年12月5日  | 阪神 | 1800m  | 創升            | 雄4       | 日本 (JRA)    | 1:48.9 | 藤田伸二   | 安田隆行   | 前田幸治                      |
| 第12回 | 2011年12月4日  | 阪神 | 1800m  | 創升            | 雄5       | 日本 (JRA)    | 1:50.6 | 藤田伸二   | 安田隆行   | 前田幸治                      |
| 第13回 | 2012年12月2日  | 阪神 | 1800m  | 大和熱驥        | 雄5       | 日本 (JRA)    | 1:48.8 | 酒井學     | 大橋勇樹   | 小林百太郎                    |
| 第14回 | 2013年12月1日  | 阪神 | 1800m  | 巴比倫王        | 雄5       | 日本 (JRA)    | 1:50.4 | 李慕華     | 松田國英   | Shadai Race Horse Co Ltd      |
| 第15回 | 2014年12月7日  | 中京 | 1800m  | 北港火山        | 雄5       | 日本 (JRA)    | 1:51.0 | 幸英明     | 西浦勝一   | 矢部道晃                      |
| 第16回 | 2015年12月6日  | 中京 | 1800m  | 森巴舞后        | 雌6       | 日本 (JRA)    | 1:50.4 | 杜滿萊     | 角居勝彦   | Hidaka Breeders Union Co Ltd  |
| 第17回 | 2016年12月4日  | 中京 | 1800m  | 聽來真          | 閹6       | 日本 (JRA)    | 1:50.1 | 大野拓彌   | 高木登     | 山田弘                        |
| 第18回 | 2017年12月3日  | 中京 | 1800m  | 金色夢          | 雄4       | 日本 (JRA)    | 1:50.1 | 莫雅       | 平田修     | 吉田勝己                      |
| 第19回 | 2018年12月2日  | 中京 | 1800m  | Le Vent Se Leve | 雄3       | 日本 (JRA)    | 1:50.1 | 杜滿萊     | 萩原清     | G1 Racing Co Ltd              |
| 第20回 | 2019年12月1日  | 中京 | 1800m  | Chrysoberyl     | 雄3       | 日本 (JRA)    | 1:48.5 | 川田將雅   | 音無秀孝   | Carrot Farm Co Ltd            |
| 第21回 | 2020年12月6日  | 中京 | 1800m  | 中和魔匠        | 雄5       | 日本 (JRA)    | 1:49.3 | 戶崎圭太   | 大久保龍志 | 中西忍                        |
| 第22回 | 2021年12月5日  | 中京 | 1800ｍ | 宏觀角度        | 雄4       | 日本 (JRA)    | 1:49.7 | 松山弘平   | 高柳大輔   | 小笹公也                      |
| 第23回 | 2022年12月4日  | 中京 | 1800ｍ | 電閃驚雷        | 雄5       | 日本 (JRA)    | 1:51.9 | 石川裕紀人 | 友道康夫   | 河合純二                      |
| 第24回 | 2023年12月3日  | 中京 | 1800m  | 清爽口味        | 雄5       | 日本 (JRA)    | 1:50.6 | 坂井瑠星   | 田中博康   | 高多芬                        |
| 第25回 | 2024年12月1日  | 中京 | 1800m  | 清爽口味        | 雄6       | 日本 (JRA)    | 1:50.1 | 坂井瑠星   | 田中博康   | 高多芬                        |

## 來自戰線
以下列表列出獲得自引入分級制以來，歷屆冠軍上次出賽賽事及上次勝出賽事：
| 詳細戰線列表 |                 |                        |          |       |                |          |
| 年份         | 馬匹            | 上次出賽賽事           | 級別     | 名次  | 上次勝出賽事   | 級別     |
| 2000         | 飛箭            | 一哩冠軍南部盃         | 地方GI   | 亞軍  | 育馬者金盃     | 地方GII  |
| 2001         | 大洋船          | 武藏野錦標             | GIII     | 冠軍  | 同左           | 同左     |
| 2002         | 飛鷹茶座        | 多拉爾錦標             | GII      | 季軍  | 七夕賞         | GIII     |
| 2003         | 船街舞者        | 海畢讓賽               | L        | 第6名 | 特別獎金條件戰 | 讓賽     |
| 2004         | 時間悖論        | 日本育馬場盃經典賽     | 地方GI   | 季軍  | 白山大賞典     | 地方GIII |
| 2005         | 雷神精靈        | 武藏野錦標             | GIII     | 亞軍  | 打吡大獎賽     | 地方GI   |
| 2006         | Alondite        | 銀蹄錦標               | 1600萬下 | 冠軍  | 同左           | 同左     |
| 2007         | 赤兔馬          | 日本育馬場盃經典賽     | JpnI     | 冠軍  | 同左           | 同左     |
| 2008         | 雷神精靈        | 武藏野錦標             | GIII     | 第9名 | 二月錦標       | GI       |
| 2009         | 希望之城        | 一哩冠軍南部盃         | JpnI     | 冠軍  | 同左           | 同左     |
| 2010         | 創升            | 京都錦標               | GIII     | 冠軍  | 同左           | 同左     |
| 2011         | 創升            | 日本育馬場盃經典賽     | JpnI     | 亞軍  | 一哩冠軍南部盃 | JpnI     |
| 2012         | 大和熱驥        | 京都錦標               | GIII     | 亞軍  | 白山大賞典     | JpnIII   |
| 2013         | 巴比倫王        | 武藏野錦標             | GIII     | 冠軍  | 同左           | 同左     |
| 2014         | 北港火山        | 日本育馬場盃經典賽     | JpnI     | 殿軍  | 川崎紀念       | JpnI     |
| 2015         | 森巴舞后        | 日本育馬場盃雌馬經典賽 | JpnI     | 亞軍  | 雌馬預賽       | JpnII    |
| 2016         | 聽來真          | 日本育馬場盃經典賽     | JpnI     | 季軍  | 東京大賞典     | GI       |
| 2017         | 金色夢          | 一哩冠軍南部盃         | JpnI     | 第5名 | 二月錦標       | GI       |
| 2018         | Le Vent Se Leve | 一哩冠軍南部盃         | JpnI     | 冠軍  | 同左           | 同左     |
| 2019         | Chrysoberyl     | 日本電視盃             | JpnII    | 冠軍  | 同左           | 同左     |
| 2020         | 中和魔匠        | 日本育馬場盃經典賽     | JpnI     | 季軍  | 川崎紀念       | JpnI     |
| 2021         | 宏觀角度        | 日本育馬場盃經典賽     | JpnI     | 殿軍  | 帝王賞         | JpnI     |
| 2022         | 電閃驚雷        | 天狼星錦標             | GIII     | 冠軍  | 同左           | 同左     |
| 2023         | 清爽口味        | 一哩冠軍南部盃         | JpnI     | 冠軍  | 同左           | 同左     |
| 2024         | 清爽口味        | 一哩冠軍南部盃         | JpnI     | 冠軍  | 同左           | 同左     |

## 圖輯

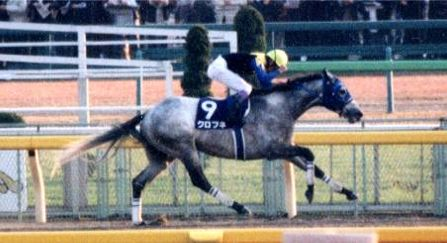
2001年日本盃泥地大賽冠軍「大洋船」
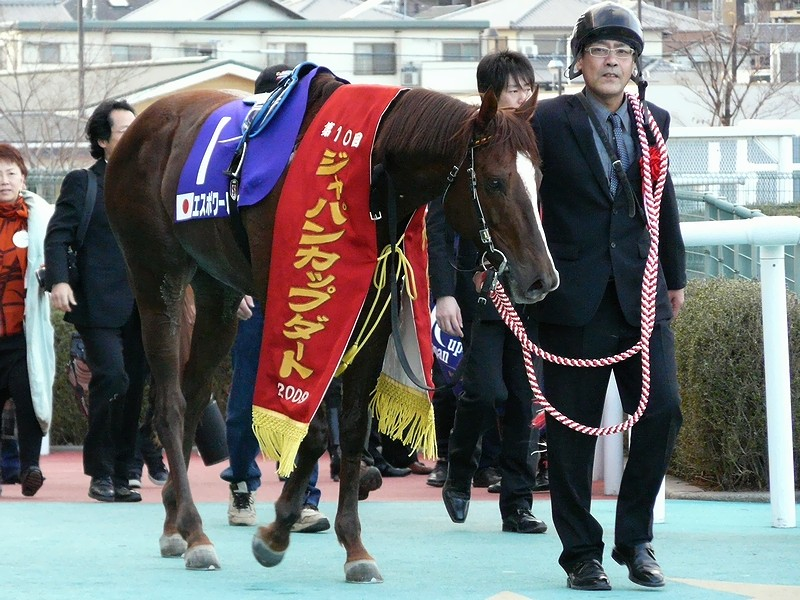
2009年日本盃泥地大賽冠軍「希望之城」
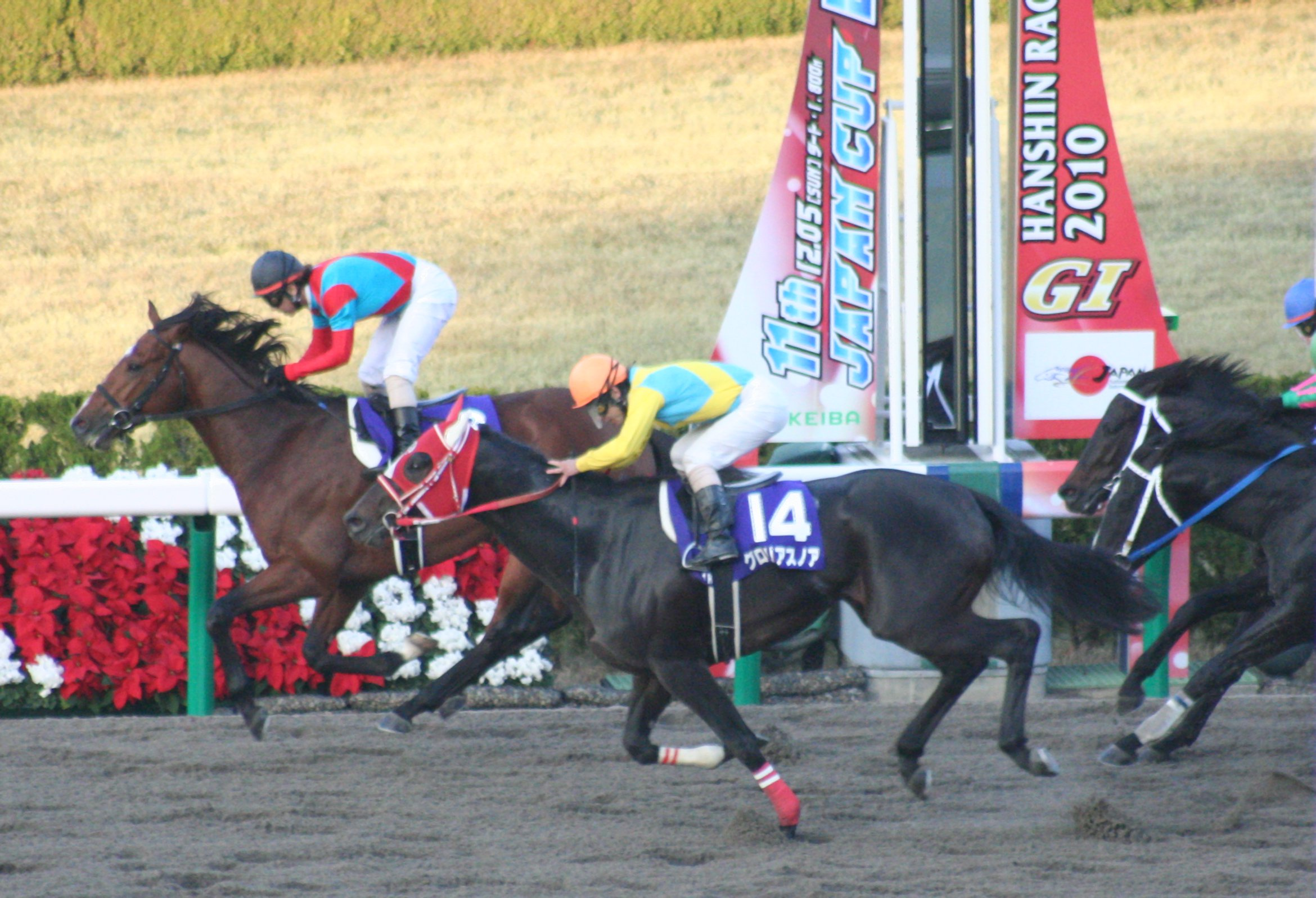
2010年日本盃泥地大賽冠軍「創升」
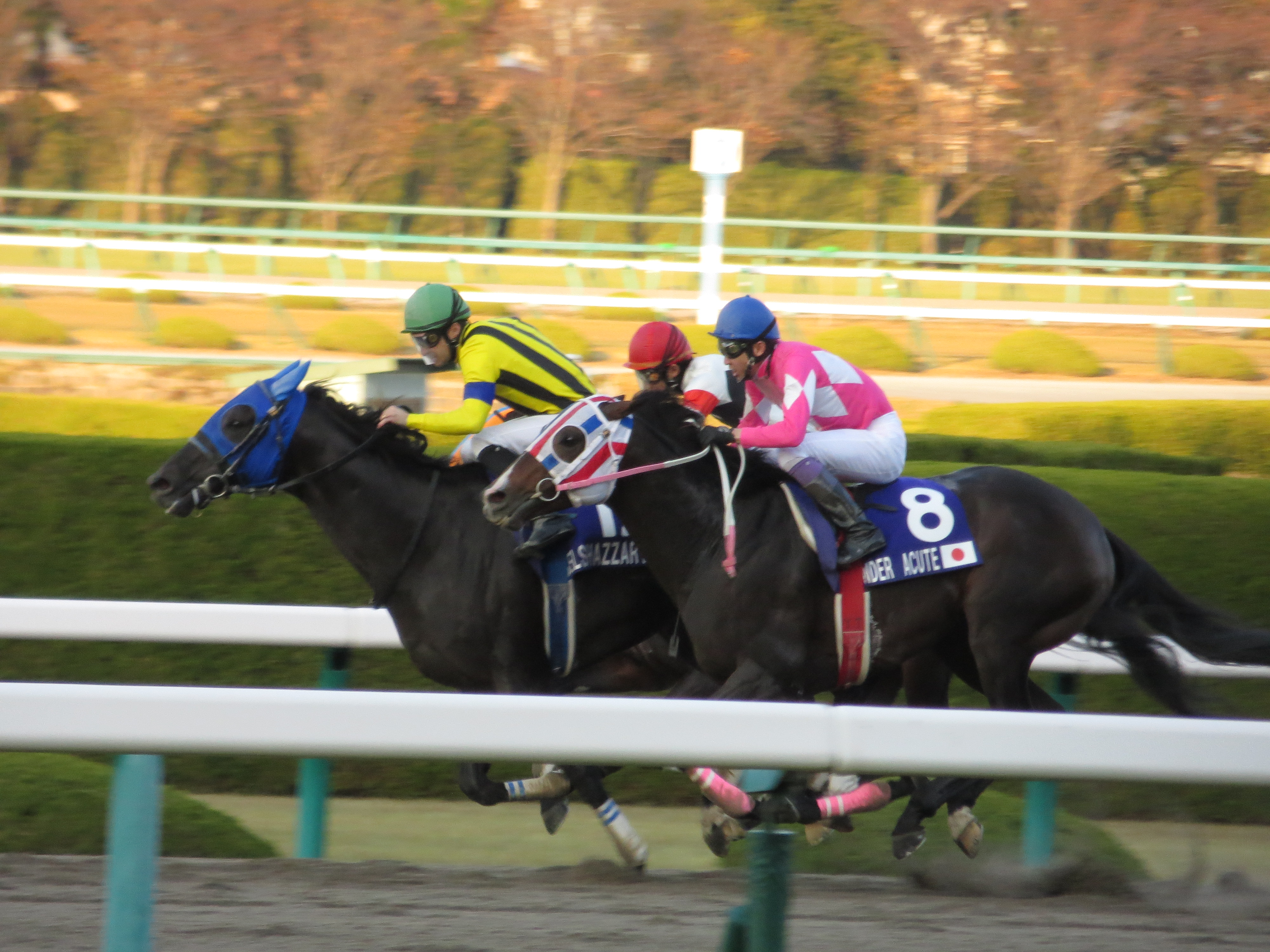
2013年日本盃泥地大賽冠軍「巴比倫王」
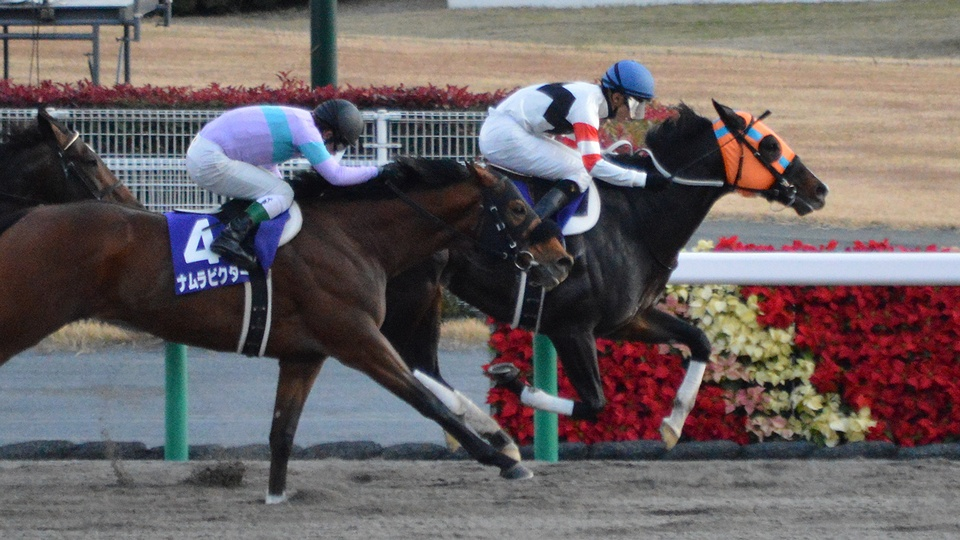
2014年冠軍「北港火山」
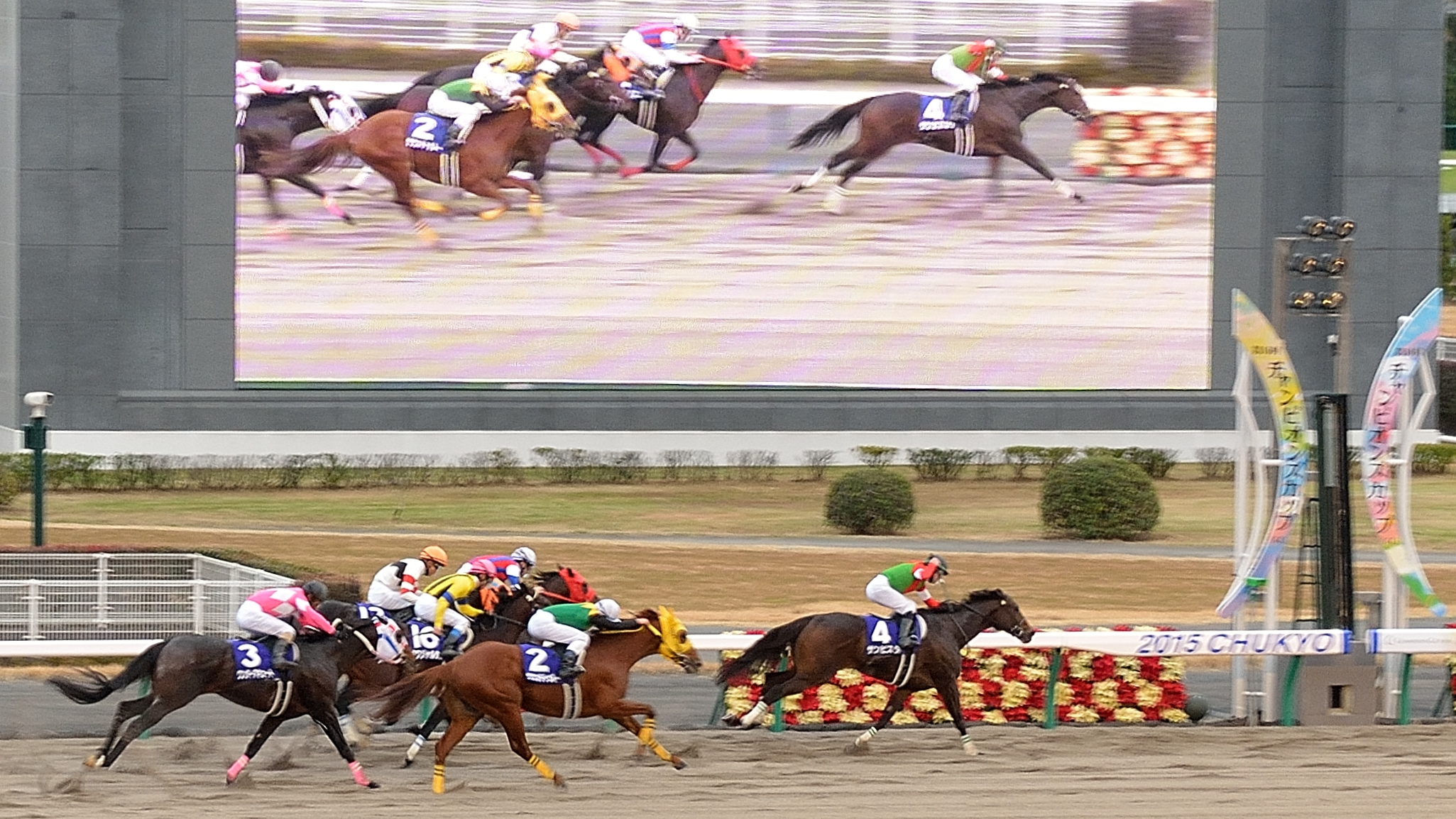
2015年冠軍「森巴舞后」
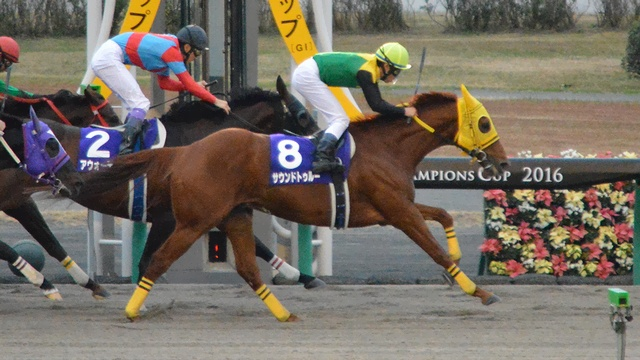
2016年冠軍「聽來真」
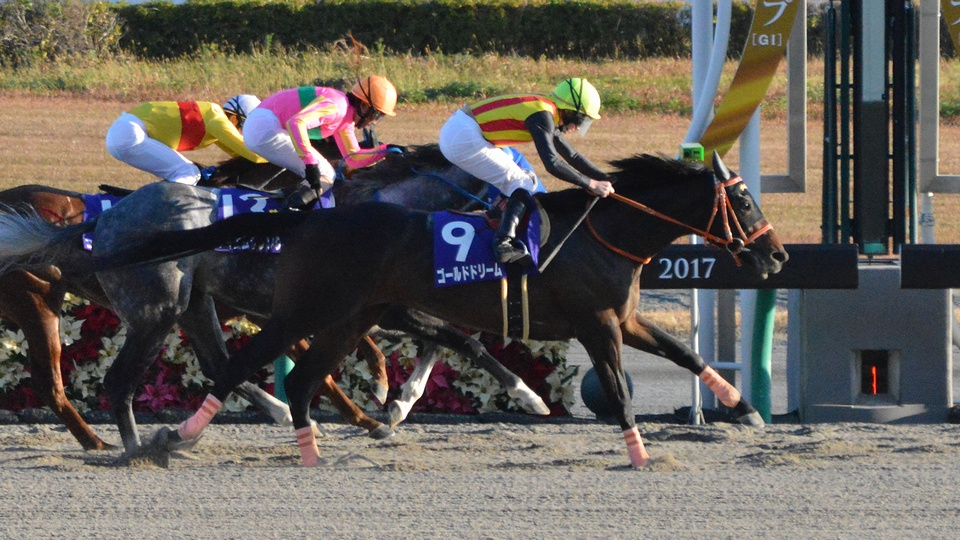
2017年冠軍「金色夢」
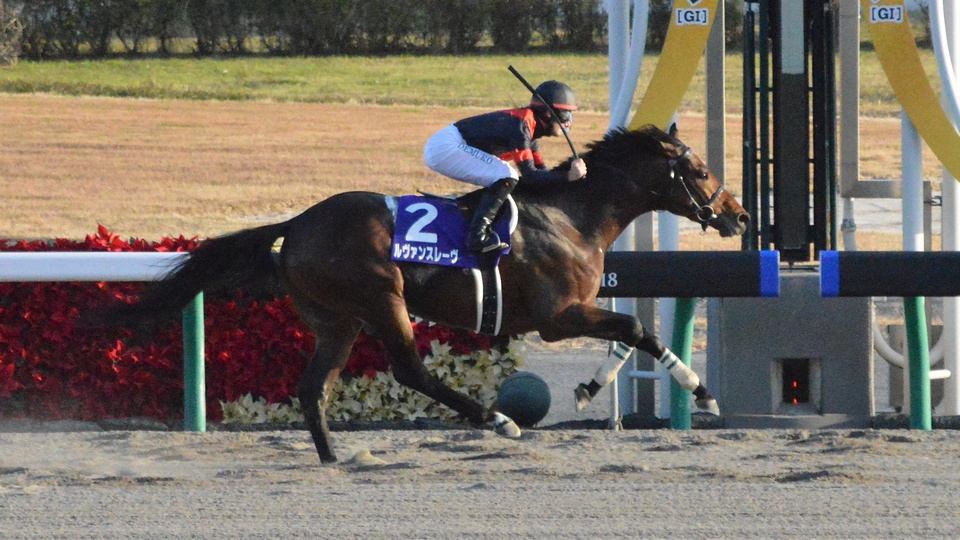
2018年冠軍「Le Vent Se Leve」
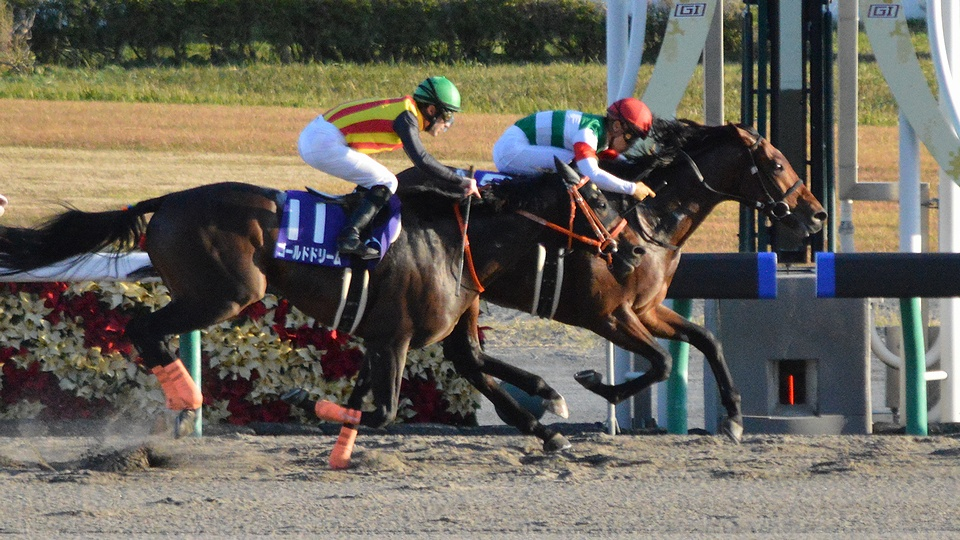
2019年冠軍「Chrysoberyl」
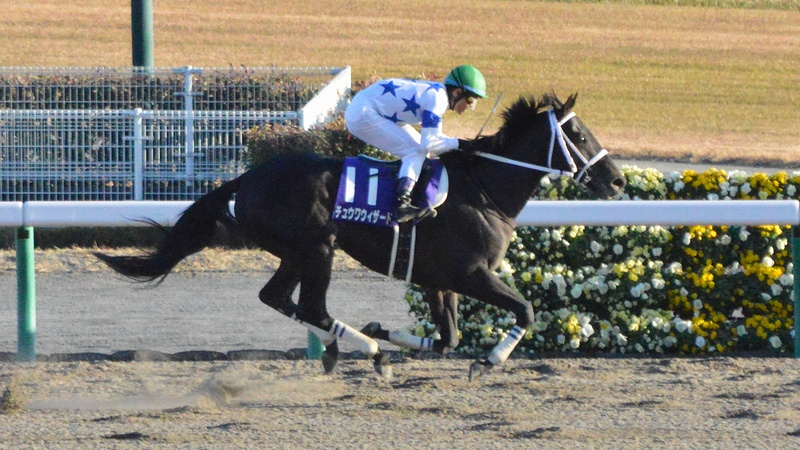
2020年冠軍「中和魔匠」
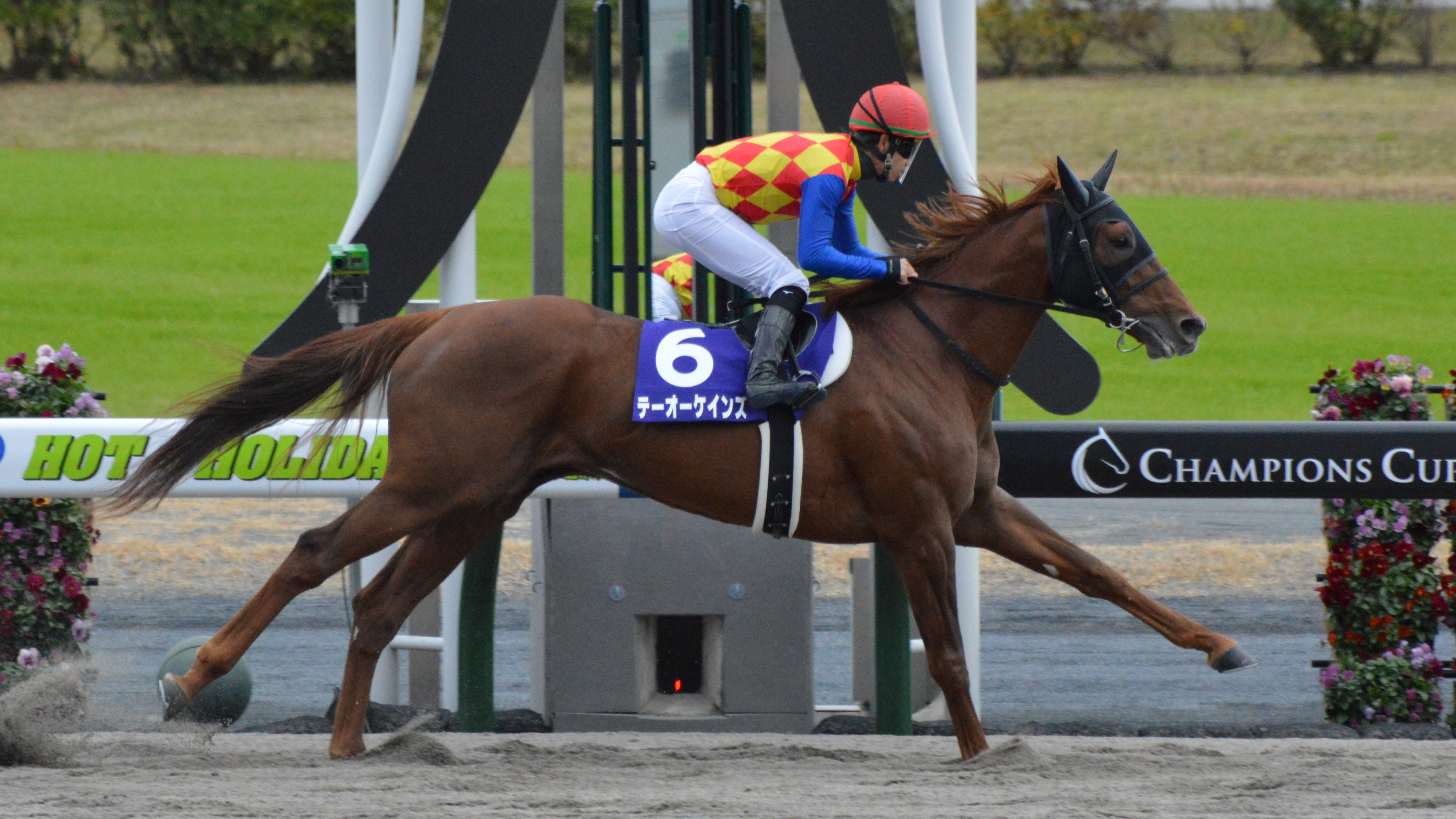
2021年冠軍「宏觀角度」
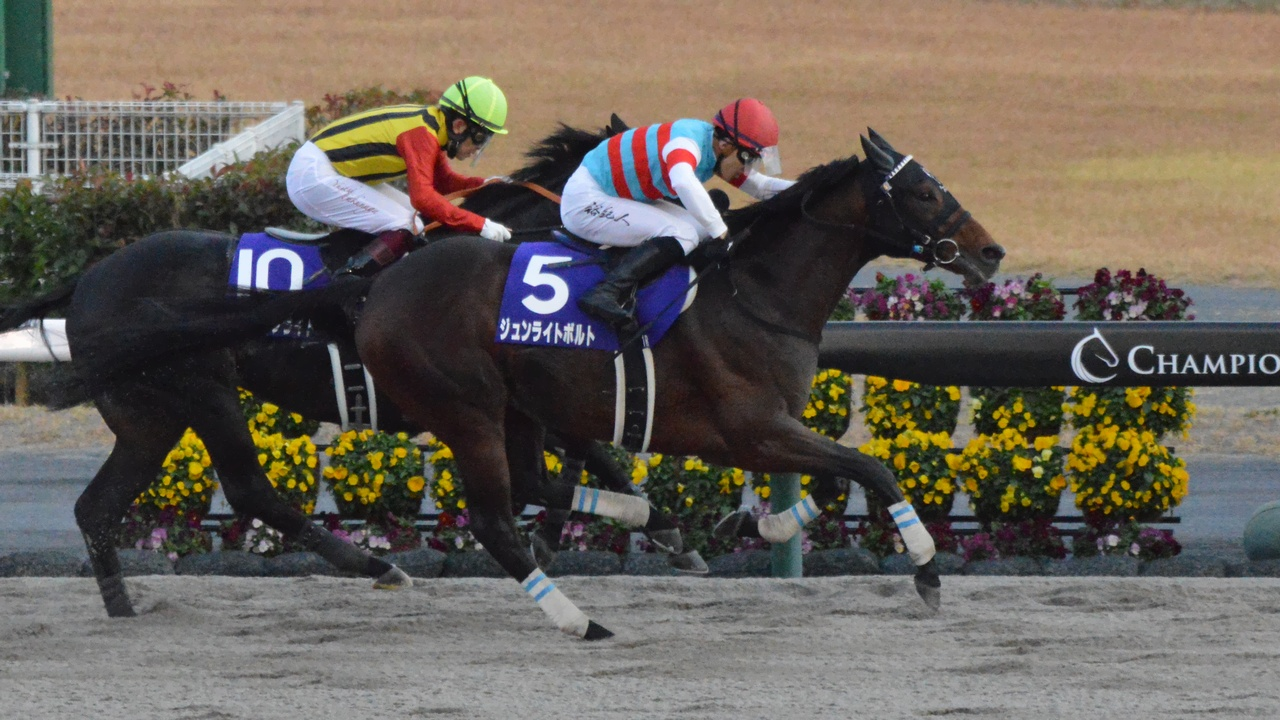
2022年冠軍「電閃驚雷」
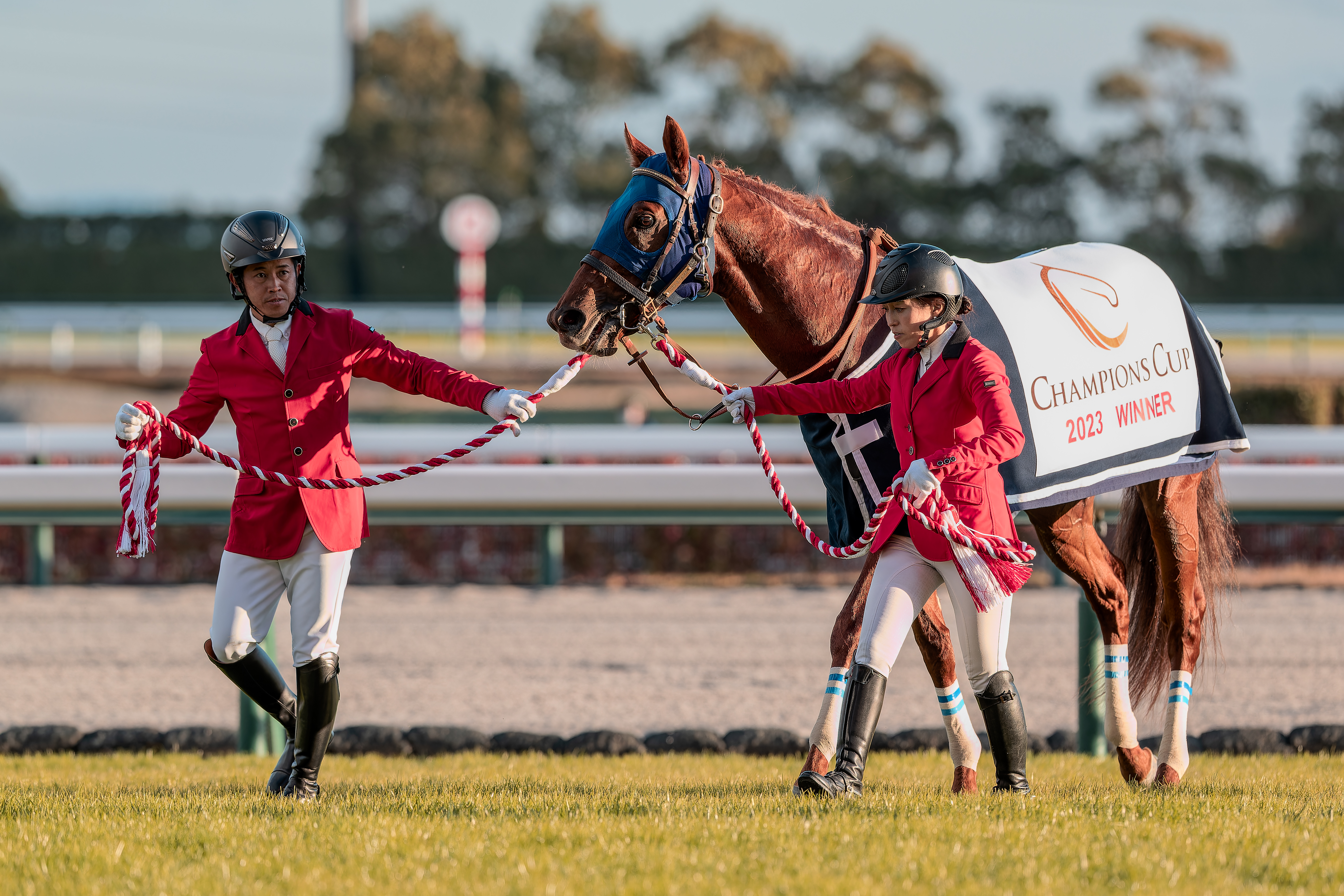
2023年冠軍「清爽口味」
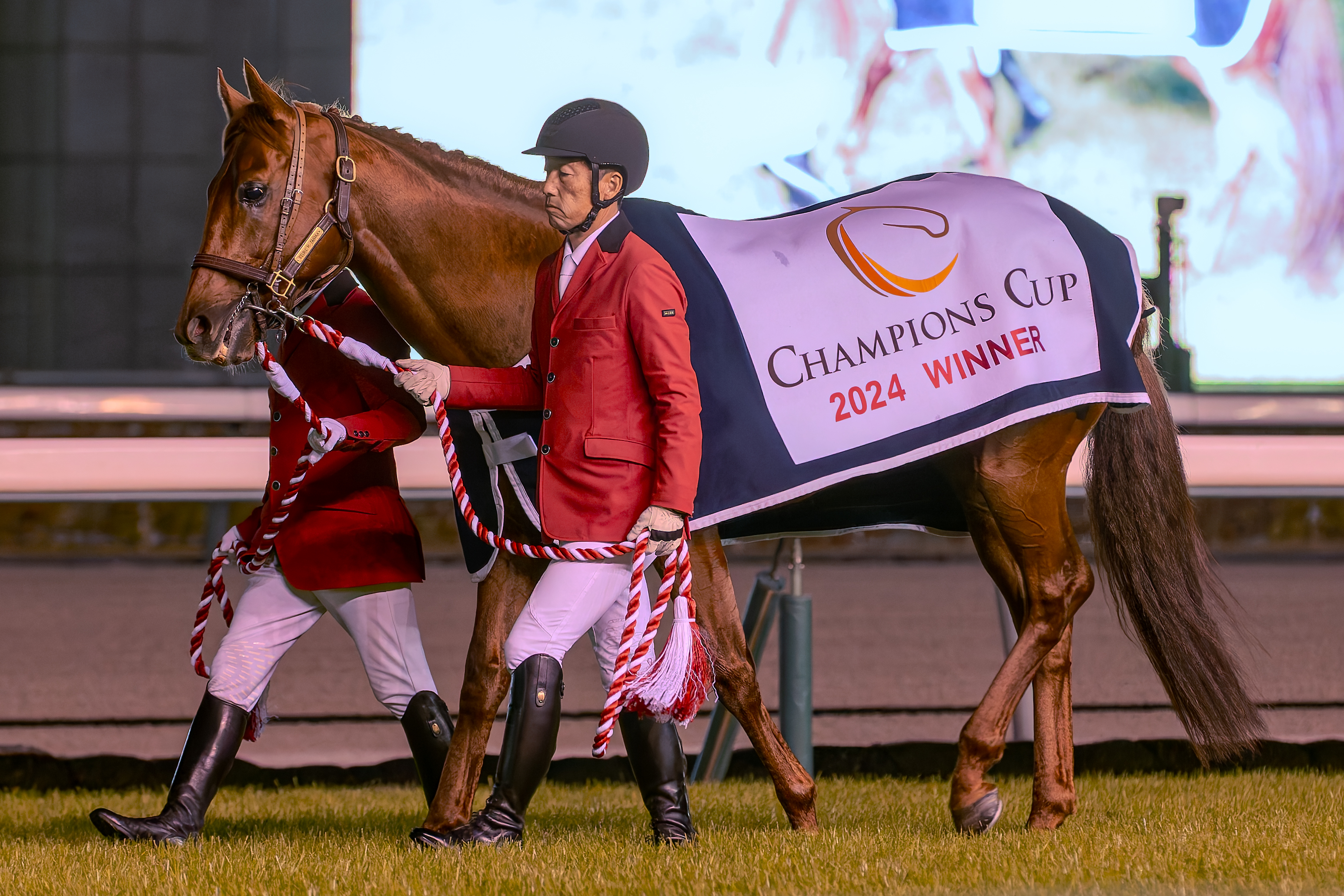
2024年冠軍「清爽口味」

## 外部連結
- Horse Racing in Japan （页面存档备份，存于）